# Tlalnepantla de Baz

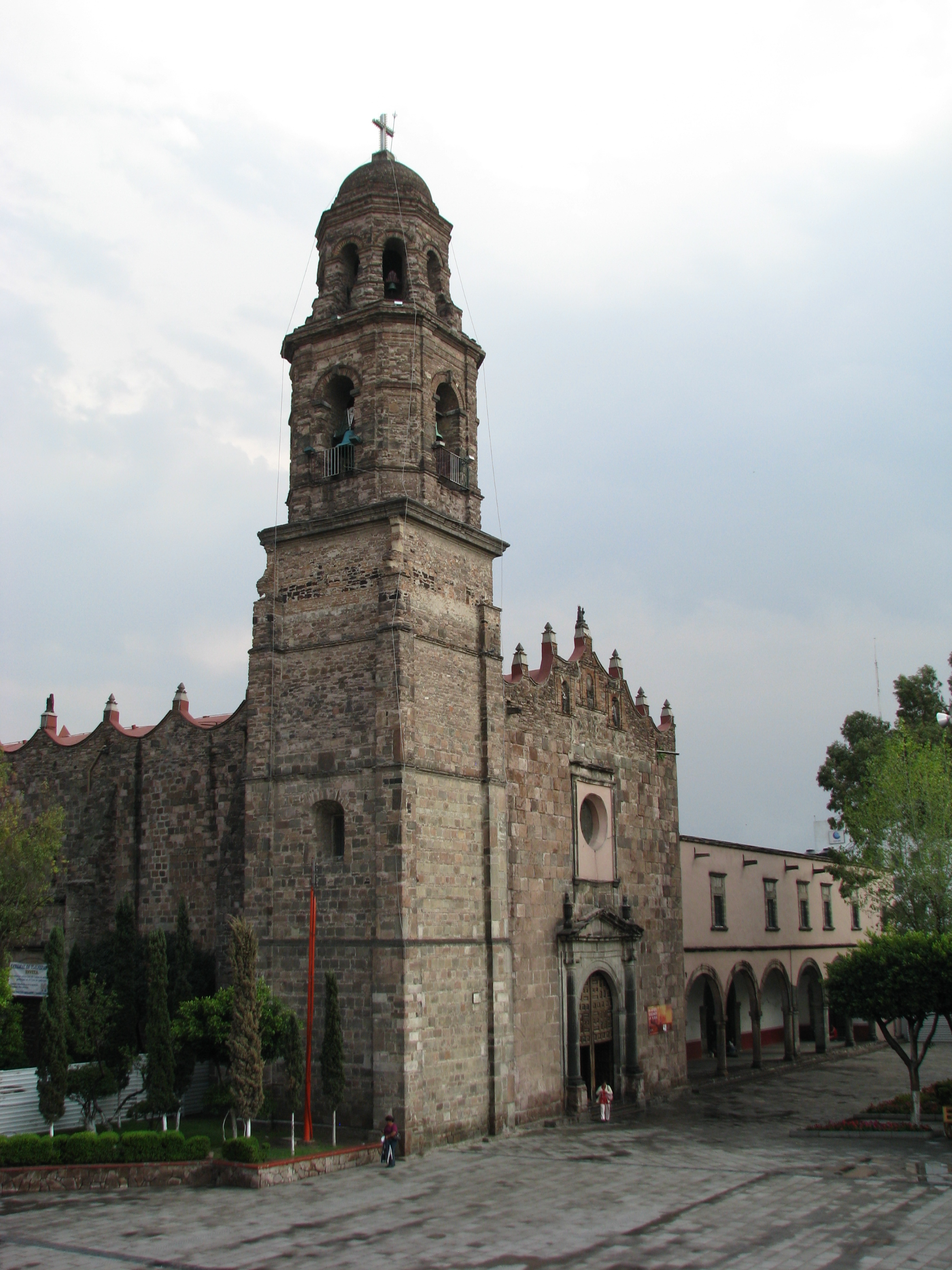
A Krisztus Teste Székesegyház

Tlalnepantla de Baz egy község (municipio) México állam keleti részén, a mexikóvárosi agglomerációban. A 2010-es népszámláláson 664 225 lakosa volt. Öt települése közül a legnagyobb Tlalnepantla, második a több mint 10 000 lakosú Puerto Escondido.
83,48 km²-es területét a vele délen közvetlenül határos Mexikóváros legészakibb kerülete, Gustavo A. Madero egy nagyobb nyugati és egy kisebb keleti részre osztja. Nagyrészt a Tlalnepantla folyó völgyében terül el; nevét is a folyóról kapta.
Tlalnepantla városa a Tlalnepantla régió és a tlalnepantlai főegyházmegye székhelye.

## Fordítás
- Ez a szócikk részben vagy egészben  a   Tlalnepantla de Baz című angol Wikipédia-szócikk ezen változatának fordításán alapul.  Az eredeti cikk szerkesztőit annak laptörténete sorolja fel. Ez a jelzés csupán a megfogalmazás eredetét és a szerzői jogokat jelzi, nem szolgál a cikkben szereplő információk forrásmegjelöléseként.
- Ez a szócikk részben vagy egészben  a   Tlalnepantla de Baz című spanyol Wikipédia-szócikk ezen változatának fordításán alapul.  Az eredeti cikk szerkesztőit annak laptörténete sorolja fel. Ez a jelzés csupán a megfogalmazás eredetét és a szerzői jogokat jelzi, nem szolgál a cikkben szereplő információk forrásmegjelöléseként.